# Stictoleptura tesserula
Stictoleptura tesserula är en skalbaggsart som först beskrevs av Toussaint de Charpentier 1825.  Stictoleptura tesserula ingår i släktet Stictoleptura och familjen långhorningar.
Artens utbredningsområde är:
- Iran.
- Ukraina.

Inga underarter finns listade i Catalogue of Life.